# Wereldkampioenschappen zwemmen 2022 – 4×100 meter wisselslag gemengd
De 4×100 meter wisselslag gemengd op de wereldkampioenschappen zwemmen 2022 in Boedapest vond plaats op 21 juni 2022. Na afloop van de series kwalificeerden de acht snelste ploegen zich voor de finale.

## Records
Voorafgaand aan het toernooi waren dit het wereldrecord en het kampioenschapsrecord
| Wereldrecord         | Verenigd Koninkrijk Kathleen Dawson Adam Peaty James Guy Anna Hopkin  | 3.37,58 | Tokio     | 31 juli 2021 |
| Kampioenschapsrecord | Verenigde Staten Matt Grevers Lilly King Caeleb Dressel Simone Manuel | 3.38,56 | Boedapest | 26 juli 2017 |

## Uitslagen

### Series
| Rang | Serie | Baan     | Namen                                                                                      | Land | Tijd    | Bijz. |
| ---- | ----- | -------- | ------------------------------------------------------------------------------------------ | --- | ------- | ----- |
| 1    | 4     | 3        | Verenigde Staten                                                                           | Ryan Murphy (52,40) Lilly King (1.06,79) Michael Andrew (50,69) Erika Brown (53,28)                                                 | 3.43,16 | Q     |
| 2    | 3     | 3        | Nederland                                                                                  | Kira Toussaint (1.00,45) Arno Kamminga (58,70) Nyls Korstanje (51,12) Marrit Steenbergen (53,21)                                    | 3.43,48 | Q     |
| 3    | 4     | 4        | Verenigd Koninkrijk                                                                        | Medi Harris (1.00,09) James Wilby (58,94) Jacob Peters (51,49) Anna Hopkin (53,12)                                                  | 3.43,64 | Q     |
| 4    | 4     | 5        | Australië                                                                                  | Isaac Cooper (53,77) Matthew Wilson (1.00,27) Brianna Throssell (57,51) Meg Harris (53,03)                                          | 3.44,58 | Q     |
| 5    | 3     | 4        | China                                                                                      | Xu Jiayu (53,33) Yu Jingyao (1.06,73) Wang Changhao (51,23) Cheng Yujie (53,63)                                                     | 3.44,92 | Q     |
| 6    | 3     | 6        | Japan                                                                                      | Ryosuke Irie (53,05) Reona Aoki (1.06,49) Naoki Mizunuma (50,92) Rika Omoto (54,62)                                                 | 3.45,08 | Q     |
| 7    | 3     | 5        | Italië                                                                                     | Michele Lamberti (54,40) Arianna Castiglioni (1.05,82) Elena Di Liddo (57,83) Manuel Frigo (48,39)                                  | 3.46,44 | Q     |
| 8    | 4     | 2        | Duitsland                                                                                  | Ole Braunschweig (53,90) Anna Elendt (1.05,59) Angelina Köhler (58,06) Jan Eric Friese (48,99)                                      | 3.46,54 | Q     |
| 9    | 4     | 7        | Brazilië                                                                                   | Guilherme Basseto (54,69) João Gomes Júnior (1.00,15) Giovanna Diamante (58,31) Stephanie Balduccini (54,92)                        | 3.48,07 |       |
| 10   | 4     | 6        | Israël                                                                                     | Anastasia Gorbenko (1.00,08) Kristian Pitshugin (1.01,55) Tomer Frankel (51,71) Daria Golovaty (55,05)                              | 3.48,39 |       |
| 11   | 3     | 7        | Canada                                                                                     | Javier Acevedo (54,80) Rachel Nicol (1.07,28) Katerine Savard (58,57) Yuri Kisil (48,28)                                            | 3.48,93 |       |
| 12   | 3     | 2        | Griekenland                                                                                | Evangelos Makrygiannis (54,38) Konstantinos Meretsolias (1.00,35) Anna Ntountounaki (58,88) Theodora Drakou (55,52)                 | 3.49,13 |       |
| 13   | 1     | 5        | Hongkong                                                                                   | Stephanie Au (1.01,38) Adam Chillingworth (1.02,16) Nicholas Lim (54,27) Camille Cheng (56,47)                                      | 3.54,28 |       |
| 14   | 2     | 0        | Singapore                                                                                  | Quah Zheng Wen (55,26) Nicholas Mahabir (1.00,30) Letitia Sim (1.01,88) Amanda Lim (56,99)                                          | 3.54,43 |       |
| 15   | 4     | 0        | Letland                                                                                    | Ģirts Feldbergs (55,65) Daniils Bobrovs (1.02,69) Ieva Maļuka (1.02,29) Gabriela Ņikitina (57,14)                                   | 3.57,77 |       |
| 16   | 2     | 2        | Chinees Taipei                                                                             | Chuang Mu-lun (55,51) Wang Hsing-hao (1.03,33) Hsu An (1.02,65) Huang Mei-chien (56,64)                                             | 3.58,13 |       |
| 17   | 4     | 8        | Slowakije                                                                                  | Tamara Potocká (1.04,91) Nikoleta Trníková (1.10,14) Ádám Halás (54,02) Matej Duša (49,60)                                          | 3.58,67 |       |
| 18   | 3     | 8        | Zuid-Afrika                                                                                | Olivia Nel (1.03,35) Brenden Crawford (1.01,33) Clayton Jimmie (56,05) Stephanie Houtman (59,92)                                    | 4.00,65 |       |
| 19   | 1     | 4        | Vietnam                                                                                    | Nguyễn Quang Thuấn (59,87) Phạm Thanh Bảo (1.02,69) Lê Thị Mỹ Thảo (1.03,76) Võ Thị Mỹ Tiên (1.01,21)                               | 4.07,53 |       |
| 20   | 2     | 1        | Thailand                                                                                   | Jinjutha Pholjamjumrus (1.08,22) Dulyawat Kaewsriyong (1.05,69) Navaphat Wongcharoen (54,08) Yarinda Sunthornrangsri (1.01,29)      | 4.09,28 |       |
| 21   | 2     | 5        | Marokko                                                                                    | Lina Khiyara (1.09,19) Imane El Baroudi (1.14,80) Samy Boutouil (54,53) Souhail Hamouchane (52,39)                                  | 4.10,91 |       |
| 22   | 3     | 0        | Bahama's                                                                                   | Lamar Taylor (58,58) Izaak Bastian (1.04,72) Zaylie Thompson (1.10,74) Lillian Higgs (1.01,15)                                      | 4.15,19 |       |
| 23   | 2     | 7        | Mongolië                                                                                   | Enkh-Amgalangiin Ariuntamir (1.08,56) Zandanbal Gunsennorov (1.08,74) Batbayaryn Enkhkhüslen (1.04,98) Batbayaryn Enkhtamir (53,04) | 4.15,32 |       |
| 24   | 2     | 4        | Seychellen                                                                                 | Therese Soukup (1.11,96) Simon Bachmann (1.07,51) Mathieu Bachmann (57,36) Khema Elizabeth (1.02,38)                                | 4.19,21 |       |
| 25   | 4     | 9        | Angola                                                                                     | Salvador Gordo (1.01,39) Maria Freitas (1.19,67) Lia Lima (1.06,72) Henrique Mascarenhas (52,99)                                    | 4.20,77 |       |
| 26   | 1     | 3        | Noordelijke Marianen                                                                       | Juhn Tenorio (1.01,77) Maria Batallones (1.24,00) Taiyo Akimaru (1.02,22) Jinie Thompson (1.09,92)                                  | 4.37,91 |       |
| 27   | 2     | 9        | Guam                                                                                       | Benjamin Ko (1.03,63) Keana Santos (1.35,53) Mia Lee (1.12,81) Israel Poppe (55,13)                                                 | 4.47,10 |       |
| 28   | 1     | 6        | Malediven                                                                                  | Aishath Sausan (1.18,58) Mubal Azzam Ibrahim (1.19,87) Mohamed Aan Hussain (1.07,09) Hamna Ahmed (1.12,52)                          | 4.58,06 |       |
|      | 2     | 8        | Zuid-Korea                                                                                 | Lee Ju-ho (54,40) Choi Dong-yeol (1.00,13) Kim Seo-yeong Jeong So-eun                                                               | DSQ     | DSQ   |
| 3    | 1     | Litouwen | Erikas Grigaitis (55,27) Kotryna Teterevkova (1.08,16) Deividas Margevičius Rūta Meilutytė | | DSQ     | DSQ   |
| 4    | 1     | Estland  | Armin Evert Lelle (55,84) Eneli Jefimova Alex Ahtiainen Aleksa Gold                        | | DSQ     | DSQ   |
| 2    | 3     | Oeganda  |                                                                                            | DNS | DNS     |       |
| 2    | 6     | Tanzania |                                                                                            | DNS | DNS     |       |
| 3    | 9     | Peru     |                                                                                            | DNS | DNS     |       |

### Finale
| Rang   | Baan | Land                | Namen                                                                                            | Tijd    | Bijz. |
| ------ | ---- | ------------------- | ------------------------------------------------------------------------------------------------ | ------- | ----- |
| Goud   | 4    | Verenigde Staten    | Hunter Armstrong (52,14) Nic Fink (57,86) Torri Huske (56,17) Claire Curzan (52,62)              | 3.38,79 |       |
| Zilver | 6    | Australië           | Kaylee McKeown (58,66) Zac Stubblety-Cook (58,92) Matthew Temple (50,84) Shayna Jack (52,92)     | 3.41,34 |       |
| Brons  | 5    | Nederland           | Kira Toussaint (59,72) Arno Kamminga (58,28) Nyls Korstanje (50,99) Marrit Steenbergen (52,55)   | 3.41,54 |       |
| 4      | 3    | Verenigd Koninkrijk | Medi Harris (59,51) James Wilby (58,49) James Guy (50,95) Freya Anderson (52,70)                 | 3.41,65 |       |
| 5      | 1    | Italië              | Thomas Ceccon (52,26) Nicolò Martinenghi (57,93) Elena Di Liddo (57,72) Silvia Di Pietro (53,76) | 3.41,67 |       |
| 6      | 2    | China               | Xu Jiayu (52,90) Yan Zibei (59,25) Zhang Yufei (57,74) Cheng Yujie (53,66)                       | 3.43,55 |       |
| 7      | 7    | Japan               | Ryosuke Irie (52,97) Reona Aoki (1,07,10) Naoki Mizunuma (50,89) Rika Omoto (54,32)              | 3.45,28 |       |
| 8      | 8    | Duitsland           | Ole Braunschweig (54,08) Anna Elendt (1,05,83) Angelina Köhler (58,39) Rafael Miroslaw (48,34)   | 3.46,64 |       |